# Watch Out!
Watch Out! to trzeci album fińskiej grupy Lovex.

## Utwory na płycie
1. "Queen Of The Night" - 3:41
2. "U.S.A." - 3.48
3. "Slave For The Glory" - 3.46
4. "Time Of Your Life" - 3.45
5. "Watch Out!" - 3.10
6. "15 Minutes" - 3.41
7. "Crash My World" - 3.39
8. "Worlds Collide" - 5.28
9. "One" - 3.49
10. "Marble Walls" - 4.27
11. "U.S.A.(Acoustic) (Bonus Track)" - 3.58

## Single
1. "Slave For The Glory" (2011)
2. "U.S.A." (2011)